# 161 f.Kr.

## Händelser

### Efter plats

#### Seleukiderriket
- Den rebelliske seleukidergeneralen och mediske härskaren Timarchos, som har utmärkt sig genom att försvara Medien mot de uppstickande parterna, ser Demetrios I:s våldsamma övertagande av den seleukidiska tronen som en ursäkt att förklara sig själv självständig och utöka sitt rike från Medien till Babylonien.
- När freden är återställd i Judeen bryter en intern maktkamp ut mellan anhängare till Judas Mackabaios och det hellenistiska partiet. Inflytandet från det hellenistiska partiet kollapsar dock i sviterna efter seleukidernas nederlag.
- Den judiske översteprästen Menelaios, som stöds av hellenisterna, avlägsnas från sin post och avrättas. Hans efterträdare blir den moderate Alkimos, som är medlem av det hellenistiska partiet. När Alkimos avrättar sextio judar, som är motståndare till honom finner han sig i öppen konflikt med mackabéerna. Alkimos flyr från Jerusalem och beger sig till Damaskus för att be seleukiderkungen Demetrios I om hjälp.
- Mackabaierna, ledda av Judas Mackabaios, och en seleukidisk armé, ledd av seleukidergeneralen Nikanor, utkämpar slaget vid Adasa, nära Beth-horon. Mackabaios vinner slaget och Nikanor stupar.

#### Egypten
- Ptolemaios VIII Euergetes, som nu är kung av Kyrenaika, övertalar den romerska senaten att stödja hans krav på kontrollen över Cypern, men den egyptiske kungen Ptolemaios VI Filometor ignorerar detta hot och efter att Ptolemaios VIII Euergetes försök att erövra ön misslyckas drar sig den romerska senaten ur konflikten.

#### Romerska republiken
- Den romerske pjäsförfattaren Terentius pjäser Eunuchus (Eunucken) och Phormio uruppförs.
- Sändebud från Judas Mackabaios undertecknar ett vänskapsavtal med den romerska senaten.

## Födda
- Kleopatra III, drottning av Egypten 142–101 f.Kr.

## Avlidna
- Nikanor, seleukidisk general